# Taoudenni-Becken
Das Taoudenni-Becken (manchmal auch in der Schreibweise Taoudeni-Becken bzw. Becken von Taoudeni) ist ein riesiges Sedimentbecken in Westafrika, das seit dem ausgehenden Mesoproterozoikum besteht. Es zeichnet sich durch eine ausgesprochen homogene, kontinentale bis flachmarine, vorwiegend siliziklastische Sedimentabfolge aus. Wegen seiner möglichen Erdölreserven steht es neuerdings im Blickpunkt internationaler Interessen.

## Etymologie

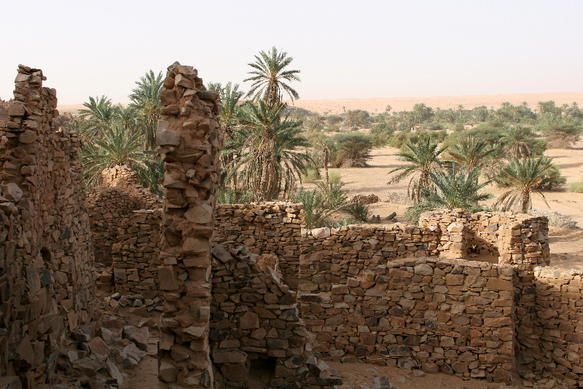
Das am Nordwestrand des Taoudenni-Beckens gelegene Ouadane (Mauretanien), erbaut aus Sandsteinen/Quarziten der Oujelft-Plateaux-Gruppe CO 9

Das Taoudenni-Becken wurde 1967 von Villemur nach der Salzmine Taoudenni im Norden Malis benannt. Er hatte den Begriff ursprünglich aber wesentlich enger definiert und bezog sich auf das im Nordosten der Syneklise gelegene Teilbecken des  El Hank (Anmerkung: das eigentliche Teilbecken des El Hank wurde erst 1994 von Villeneuve und Cornée in seinen Ausmaßen festgelegt). Im Laufe der Zeit erfuhr der Begriff Taoudenni-Becken eine Erweiterung auf die gesamte, mehr als 2 Millionen Quadratkilometer umfassende riesige Depression.

## Geographie

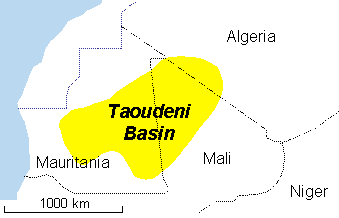
Geographische Ausdehnung des Taoudenni-Beckens

Das auf dem präkambrischen Westafrika-Kraton liegende Sedimentbecken ist das größte Becken Afrikas. Es nimmt den Hauptteil des zentralen  und östlichen Mauretaniens in Anspruch und erstreckt sich über das nördliche Mali bis in den Südwesten Algeriens.
Die geographischen Ausmaße des in Nordostrichtung ausgelängten Beckens mit Abmessungen von 1500 × 1000 Kilometer sollen durch folgende Örtlichkeiten (beginnend im Süden in Mali) umrissen werden:
Ségou – Nara – Néma – Oualata – Tichitt – Tidjikja – Atar – Zouérat – Guettatira – Chegga – Reggane – Ouallene – Tessalit – Gao – Mopti.
Das Taoudenni-Becken wird von zwei archaischen Kratonen und einem neoproterozoischen sowie einem paläozoischen Orogengürtel umrahmt. Dazwischen bestehen aber durchaus Verbindungen zu anderen Sedimentbecken Westafrikas. So wird das Taoudenni-Becken im Westen durch den schmalen und tief erodierten Gürtel der Mauretaniden nur dürftig vom am Atlantik gelegenen Senegal-Mauretanien-Becken abgetrennt. Im Südosten steht es mittels des Gourma-Teilbeckens im Austausch mit dem Iullemedden-Becken (auch Iullemmedden-Becken). Über den Erg Chech im Norden erfolgt der Zugang zum Reggane-Becken, sodann weiter nach Nordwesten zum Tindouf-Becken und nach Nordosten über die stark erodierte Schwelle des Ougarta-Gürtels zur Depression des Westlichen Großen Ergs (Grand Erg Occidental). Nach Süden wird das Becken durch den Léo-Schild (auch Man- oder Elfenbeinküstenschild) und nach Nordwesten und Norden vom Reguibat-Schild abgeriegelt, beides sehr alte Krustensegmente des Archaikums. Im Nordosten und Osten stößt das Taoudenni-Becken an den Gürtel der Pharusiden westlich des Ahaggars. Der Südostabschnitt wird vom Adrar des Ifoghas begrenzt, eine südliche Fortsetzung der Pharusiden.
Als einziger permanenter Fluss durchzieht der Niger den südlichen Rand des Taoudenni-Beckens.
Das Becken lässt sich in mehrere Teilbecken untergliedern, von denen aber nur drei von größerer Bedeutung sind, da sie mächtige paläozoische Sedimentfüllungen aufweisen:
- Adrar-Becken im Nordwesten (stellt das Typusprofil des Taoudenni-Beckens)[4]
- Hodh-Becken im Zentrum
- El-Hank-Becken im Nordosten.

Die Sedimente in diesen Teilbecken erreichen eine Gesamtmächtigkeit von 5 bis 6 Kilometer. Die Teilbecken werden untereinander durch horstartige Schwellenbereiche voneinander abgetrennt. So legt sich beispielsweise zwischen das Adrar-Becken und das Hodh-Becken die jetzt abgesunkene Khatt-Schwelle und das El-Hank-Becken wird vom Aulakogen von Gourma – einem fehlgeschlagenen proterozoischen Rift – durch die Achkaikar-Schwelle separiert.

## Geologie

### Einführung

Die wesentlichen Sedimentbecken Westafrikas

Der Westafrika-Kraton dokumentiert ab dem Mesoarchaikum eine fortdauernde Krustenevolution. Ausgangspunkt für die Entwicklung des Taoudenni-Beckens war die paläoproterozoische Eburnische Orogenese bzw. Birrimische Orogenese (um 2000 Millionen Jahre BP), die gegen 1800 Millionen Jahre BP abgeschlossen war. Die Auswirkungen der Gebirgsbildung lassen sich vor allem im Reguibat-Schild und im Léo-Schild im Süden ablesen. Seit 1700 Millionen Jahren BP hat sich der Kraton dann stabilisiert. Erst mit der Variszischen Gebirgsbildung im Oberkarbon und der später erfolgenden Öffnung des Atlantiks in der Oberen Trias wurde er erneut von tektonischen Bewegungen und magmatischen Intrusionen erfasst.
Das Taoudenni-Becken entstand ab dem ausgehenden Mesoproterozoikum durch Subsidenz des archaischen Westafrikaschildes aufgrund tektonischer Instabilität und stellt ein typisches intrakratonisches Einsinkbecken dar (Englisch sag basin). Das Absinken wird durch eine überdurchschnittlich dichte Unterkruste erklärt, die sich neben typischen Krustengneisen aus schweren, eisenreichen Quarziten zusammensetzt.
Seitdem verzeichnete das Becken eine diskontinuierliche Sedimentationsgeschichte, die bis auf den heutigen Tag anhält. Die anfänglichen Absinkbewegungen dauerten bis ins mittlere Paläozoikum, dem Zeitpunkt der variszischen Gebirgsbildung, welche das Becken anhob. Sein Sedimentinhalt erfuhr aber keinerlei Regionalmetamorphose, da die Temperaturen im Becken 100 °C nicht überstiegen und örtlich auch nie mehr als 3 Kilometer Auflast vorhanden waren. Das Becken ist daher für wissenschaftliche Untersuchungen des Meso- und Neoproterozoikums wegen seiner kaum beeinträchtigten Schichtenabfolge von hohem Interesse.
Insgesamt sammelten sich durchschnittlich 3.000 Meter an Sedimenten an (mit Spitzenwerten von 5.000 bis 6.000 Meter), vorwiegend Schichten des Neoproterozoikums und des Paläozoikums, wobei die Westhälfte des Beckens eine generell mächtigere Ausbildung als die Osthälfte zeigt.

### Stratigraphie

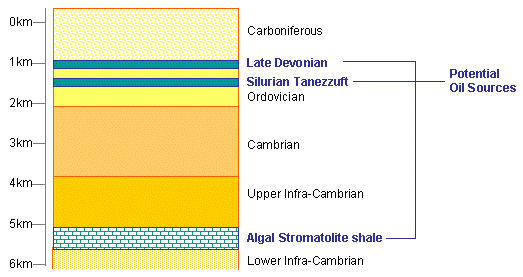
Vereinfachte Stratigraphie des Taoudenni-Beckens. In Blau eventuelle Erdölhorizonte.

Im Adrar-Teilbecken (Typusprofil des Taoudenni-Beckens), dessen Schichten monoklinal leicht nach Südosten einfallen, lassen sich vier bzw. drei Supergruppen unterscheiden (vom Hangenden zum Liegenden):
- Supergruppe 4 oder Dahr-Supergruppe
- Supergruppe 3 oder Dahr-Supergruppe
- Supergruppe 2 oder Adrar-Supergruppe
- Supergruppe 1 oder Hodh-Supergruppe

#### Supergruppe 1 oder Hodh-Supergruppe

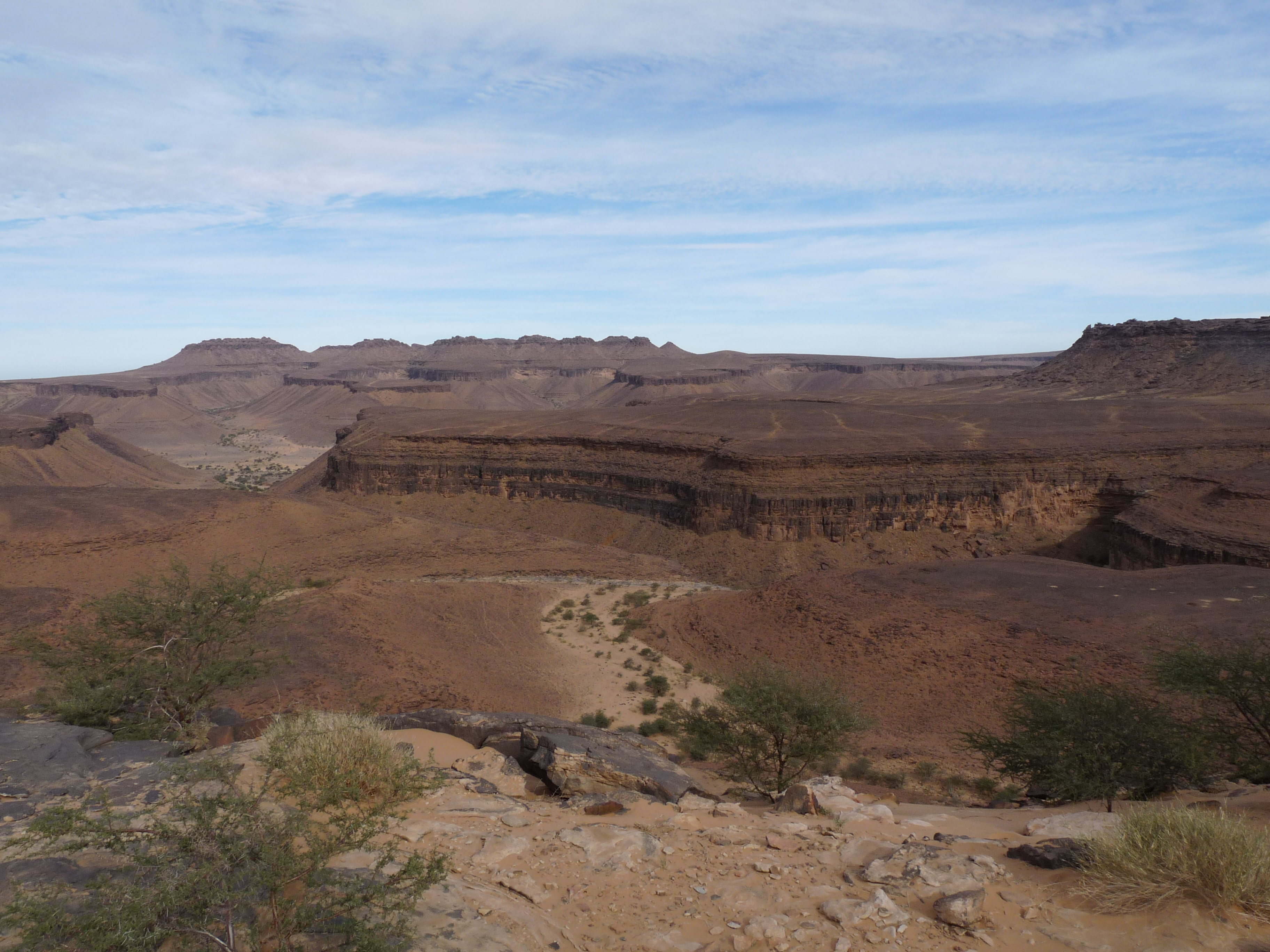
Die präkambrischen Sedimente der Atar-Cliffs-Gruppe am Pass von Amogjar zwischen Atar und Chinguetti

Die bis zu 1500 Meter mächtige Supergruppe 1 (exzeptionell bis zu 3500 Meter in der Gegend von Richat), deren Sedimente vorwiegend aus Nordnordost geschüttet wurden, liegt mit einer basalen Winkeldiskordanz auf dem archaischen und paläoproterozoischen Grundgebirge des Reguibat-Schildes. Ihre Mächtigkeitsschwankungen verweisen auf vorhandenes Paläorelief, Reaktivierung von Brüchen im Untergrund oder wechselnde Subsidenzraten. Sie wurde durch Dehnung des westafrikanischen Kratonrandes unter Bildung von treppenartig absinkenden, Nordnordost- und Nordost-streichenden Gräben (Horst- und Grabenstruktur mit synsedimentären Brekzien) akkommodiert.
Die Supergruppe 1 kann in drei Gruppen weiter unterteilt werden, die paketförmig durch erosive Diskordanzen voneinander abtrennbar sind. Nach abgeschlossener Sedimentation erfuhr die gesamte Supergruppe noch vor Ablagerung der Supergruppe 2 eine durch tektonische Anhebung bedingte Kippung und unterlag längerer Erosion – Auswirkungen der Hauptphase der Panafrikanischen Orogenese.
Der Beginn der Sedimentation ist nach wie vor umstritten. Gemäß der Rubidium-Strontium-Datierung liegt er bei 1000 Millionen Jahren BP zu Beginn des Neoproterozoikums (Tonium). Die Rhenium-Osmium-Methode erbringt jedoch weitaus höhere Alter, die den Beginn der Sedimentation ins Mesoproterozoikum (um 1200 Millionen Jahre BP) um über 200 Millionen Jahre vorverlegen. Die Sedimentation dauerte bis ins Cryogenium vor zirka 650 Millionen Jahren BP an.
Die Supergruppe 1 unterteilt sich in folgende drei Gruppen (vom Hangenden zum Liegenden):
- Assabet-el-Hassiane-Gruppe (auch Hassabet-el-Hassiane-Gruppe)
- Atar-Gruppe im Westen und El-Mreïti-Gruppe weiter nordöstlich
- Char-Gruppe

Die 280 Meter mächtige Char-Gruppe an der Basis beginnt als recht grobkörnige Sandsteinabfolge, die bei Meeresspiegelhochstand in einem epeirischen Flachmeer abgelagert wurde. Sie wird von Kalken und Stromatolithen-führenden Dolomiten der 700 Meter mächtigen Atar-Gruppe überlagert. Die Assabet-el-Hassiane-Gruppe schließt mit tonigen und siltigen Sedimenten.
Lahondère und Kollegen (2003) teilten die Char-Gruppe in zwei Formationen, im Liegenden die Agueni-Formation und im Hangenden die Azougui-Formation.
Die Atar-Gruppe wurde von Bertrand-Sarfati und Kollegen (1996) in 10 Formationen aufgegliedert (die Abkürzungen folgen Trompette):
- Tifounké-Formation (auch mit Gruppenstatus) – I-12
- Touiderguilt-Formation – I-11
- Aouleigate-Formation – I-10
- Aouinet-Ould-Bou-Derbala-Formation – I-9
- Oued-Terrarit-Formation – I-8
- Tawaz-Formation – I-7
- Oued-Tarioufet-Formation – I-6
- Atar-Formation – I-5
- Ksar-Torchane-Formation – I-4
- Foum-Chor-Formation – I-3

Die äquivalente El-Mreïti-Groupe wurde in acht Formationen unterteilt:
- Elb-Nous-Formation
- Ligdam-Formation
- Tenoumer-Formation
- Gouamir-Formation
- Aguelt-el-Mabha-Formation
- Touirist-Formation
- En-Nesoar-Formation
- Khatt-Formation

In der Assabet-el-Hassiane-Gruppe unterschieden Lahondère und Kollegen drei Formationen:
- Zreigât-Formation
- Taguilat-Formation
- Ti-n-Bessaïs-Formation

#### Supergruppe 2  oder Adrar-Supergruppe

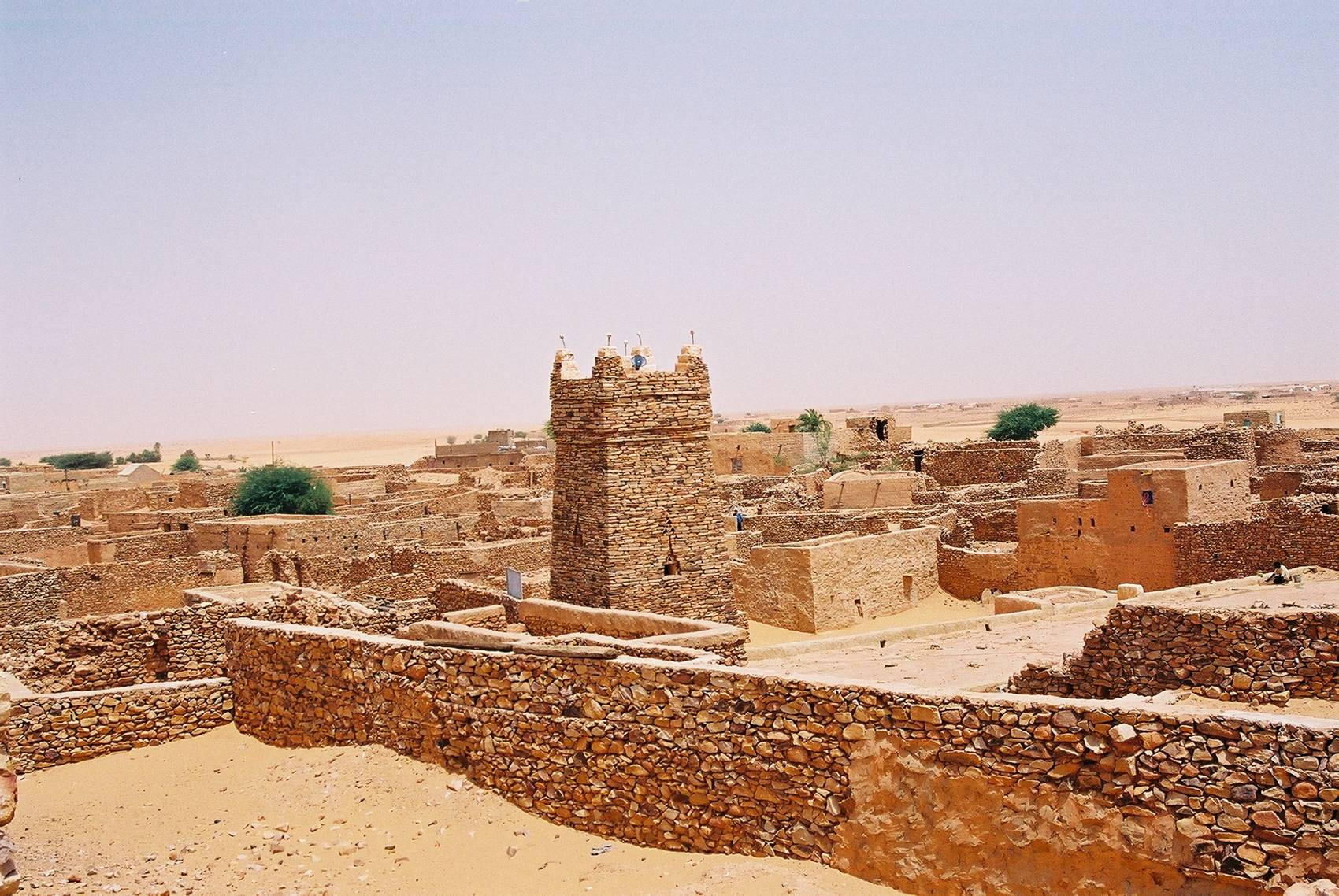
Chinguetti, erbaut aus Sandsteinen/Quarziten der Oujeft-Plateaux-Gruppe CO 9

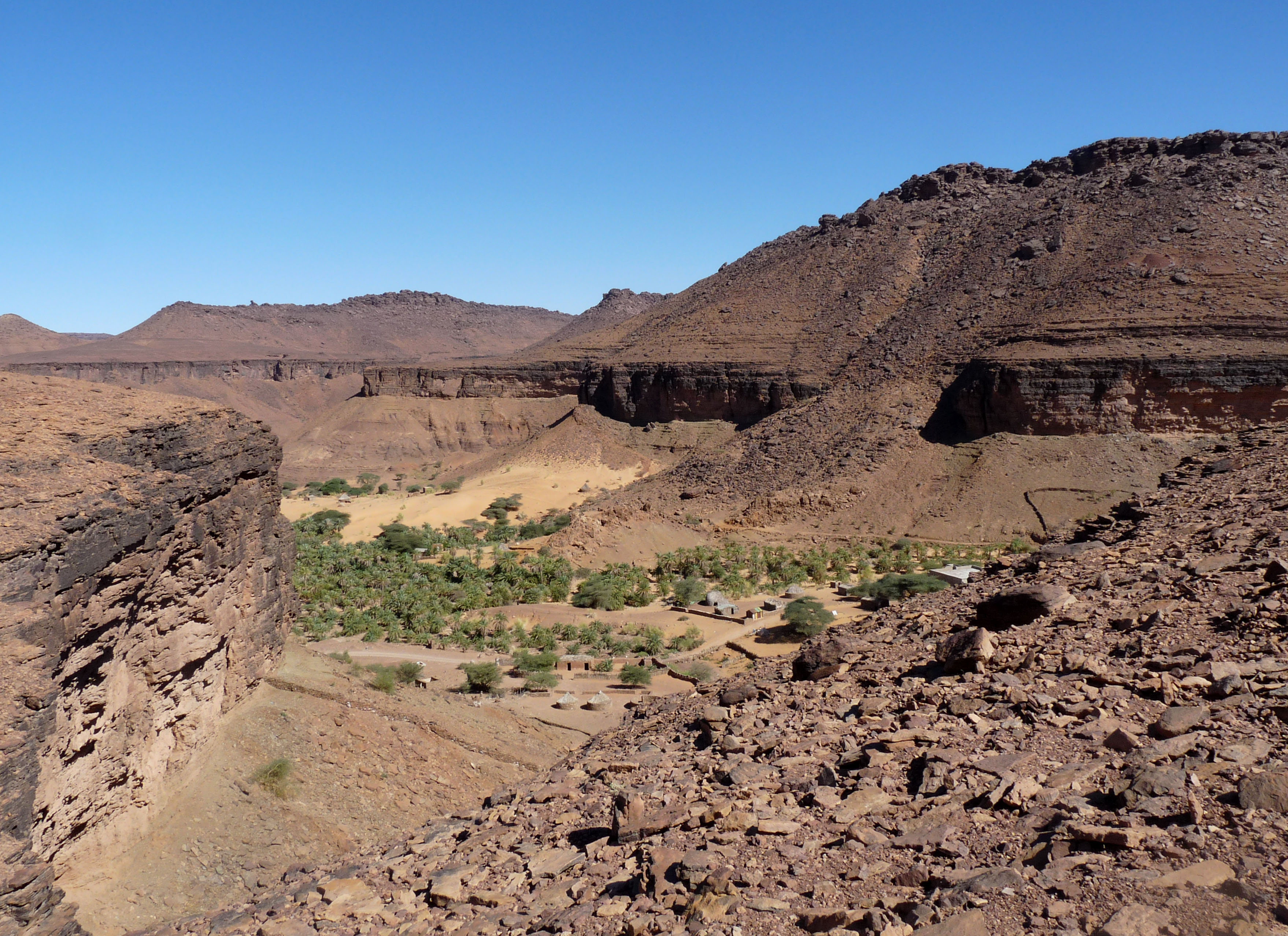
Die Oase von Terjit mit der Atar-Cliffs-Gruppe und der Oujeft-Plateaux-Gruppe

Die rund 2000 Meter mächtige Supergruppe 2 liegt ebenfalls auf einer erosiven Winkeldiskordanz, die entweder auf die Supergruppe 1 oder direkt auf das Grundgebirge herabgreift. Sie setzt bei 630 Millionen Jahren BP im späten Neoproterozoikum am Ende des Cryogeniums mit glazigenen Ablagerungen der Marionoischen Eiszeit ein und dauert bis ins Ediacarium. Im Gegensatz zur Supergruppe 1 zeichnet sie sich durch recht konstant bleibende Sedimentmächtigkeiten und Faziesverteilungen aus, die eine sehr große Stabilität des Beckens bekunden.
Sie wird von folgenden vier Gruppen aufgebaut:
- Oujeft-Plateaux-Gruppe – CO 9 bis 13
- Atar-Cliffs-Gruppe – CO 4 bis 8
- Téniagouri-Gruppe – CO 2 bis 3
- Jbéliat-Gruppe – CO 1

Über die basalen Tillite mit gekritztem Geschiebe und Dropstones in Varvenbändern lagerten sich kalkige, Barium-haltige Dolomite (engl. cap dolostones) der Jbéliat-Gruppe. Die folgende 625 bis 595 Millionen Jahre alte Téniagouri-Gruppe kennzeichnet sich neben grünen Ton- und Siltsteinen durch verkieselte Sedimente (Chert bzw. Silex). Diese Triade Tillit-Dolomit-Silex an der Basis der Supergruppe 2 stellt im Becken einen charakteristischen Leithorizont dar. Aber auch die grünen Tonsteine sind von überregionaler Bedeutung, da sie nicht nur im Taoudenni-Becken angetroffen werden.
Die folgende Atar-Cliffs-Gruppe baut sich aus Quarzit-führenden Sandsteinen sowie aus roten tonigen Sandsteinen mit dolomitischen Zwischenschaltungen auf. Die abschließende Oujeft-Plateaux-Gruppe besteht überwiegend aus roten Sandsteinen, die anfangs noch kontinentalen Ursprungs (CO 9 bis 11) sind und dann marinen Charakter (CO 12 bis 13) annehmen. Die kontinentalen Rotsedimente der beiden letztgenannten Gruppen besitzen ebenfalls überregionale stratigraphische Bedeutung. Darüber hinaus dokumentieren sie einen Wechsel in der Schüttungsrichtung der Sedimente, die ab jetzt aus Südosten und Süden eingebracht werden. Dieser fundamentale Wechsel belegt eine Verschiebung in der Beckenarchitektur, die wahrscheinlich mit der Panafrikanischen Orogenese gegen Ende des Neoproterozoikums in Zusammenhang steht. Die Sedimentation der Supergruppe 2 endete aufgrund einer generellen epirogenetischen Heraushebung des Westafrikakratons, die sehr wahrscheinlich mit einer takonischen Phase in den Mauretaniden zu erklären ist.

#### Supergruppe 3 oder Dahr-Supergruppe
Die örtlich meist erosiv einsetzende Supergruppe 3 (in der Nähe der Mauretaniden jedoch mit Winkeldiskordanz) enthält an ihrer Basis 100 bis 200 Meter mächtige glazigene Sedimente der spätordovizischen Vereisung des Hirnantiums (um 445 Millionen Jahre BP). Das mehrere hundert Meter mächtige marine Silur transgrediert sodann über die Tillite mit Graptolithen-führenden Schiefertonen und vereinzelten Sandsteinen. Nach einem Hiatus setzte sich die Sedimentation im Devon mit Sandsteinen und Kalken weiter fort. Die bis zu 500 Meter (im El-Hank nur 150 Meter) mächtigen devonischen Ablagerungen liegen gewöhnlich diskordant über Schichten des Silur, manchmal aber auch über Tilliten des Hirnantiums. Sie setzen im Emsium um 400 Millionen Jahren ein und dauern bis zum Frasnium (360 Millionen Jahre). Das Devon ist diskontinuierlich abgelagert worden und nur in den heutigen Provinzen Adrar, Tagant, Hodh und im El-Hank zugegen.
Die Supergruppe 3 wird aus folgenden drei Gruppen aufgebaut:
- El-Aguid-Gruppe – D
- Oued-Chig-Gruppe – S 1
- Njakane-Abteilli-Gruppe – S 0

#### Supergruppe 4 oder Dahr-Supergruppe
Die Supergruppe 4 besteht aus Sedimenten des Karbons, die konform auf den Schichten des Devons lagern. Sie beginnen mit Sandsteinen des Unterkarbons, die allmählich in Kalke übergehen. Ab dem Serpukhovium (um 325 Millionen Jahre) nimmt die Sedimentation jedoch kontinentalen Charakter an mit fluviatilen, lakustrinen und lagunären Ablagerungen (Sandsteine, Mergel und Schiefertone), die bis zum Ende des Karbons und manchmal sogar noch bis ins unterste Perm anhalten. Das Karbon ist nur im Nordosten des Beckens anwesend, wo es immerhin eine Mächtigkeit von 600 Meter erreicht.
Die Supergruppe 4 enthält nur zwei Gruppen:
- Jakane-Gruppe
- Teraza-Gruppe

Nach Ablagerung der Supergruppe 4 tauchte das Becken auf und wurde im Beckeninneren nur noch von spärlichen kontinentalen Ablagerungen des Mesozoikums, dem so genannten Continental intercalaire bzw. der kreidezeitlichen Oualata-Supergruppe im Afollé und im Hodh, überzogen. Im Quartär folgten schließlich lakustrine Sedimente und die jetzt weit verbreiteten Dünenzüge.

## Datierung
Die Supergruppe 1 wurde von Clauer (1981) anhand von Glaukoniten in tonreichen Lagen mittels der klassischen Rubidium-Strontium-Methode auf den Zeitraum 998 bis 695 Millionen Jahre BP datiert. Für den Beginn der Char-Gruppe ergaben sich 998 ± 34 Millionen Jahre BP und für die abschließende Assabe-el-Hassiane-Gruppe rund 695 Millionen Jahre BP. Clauer fand für die Atar-Gruppe Alter zwischen 890 ± 37 Millionen Jahre BP und 775 ± 54 Millionen Jahre BP.
Eine Neudatierung mittels der Rhenium-Osmium-Methode durch Rooney und Kollegen (2010) ergab für die Atar-Gruppe jedoch um über 200 Millionen Jahre höhere Alter, die zwischen 1105 und 1109 Millionen Jahre BP schwanken. Unterstützt wird diese Neudatierung durch den Verlauf der chemostratigraphischen δ13C-Kurve, die sich mit den für die Atar-Gruppe gefundenen Werten im Zeitabschnitt des Steniums deckt, jedoch nicht im Tonium.

## Ringstrukturen

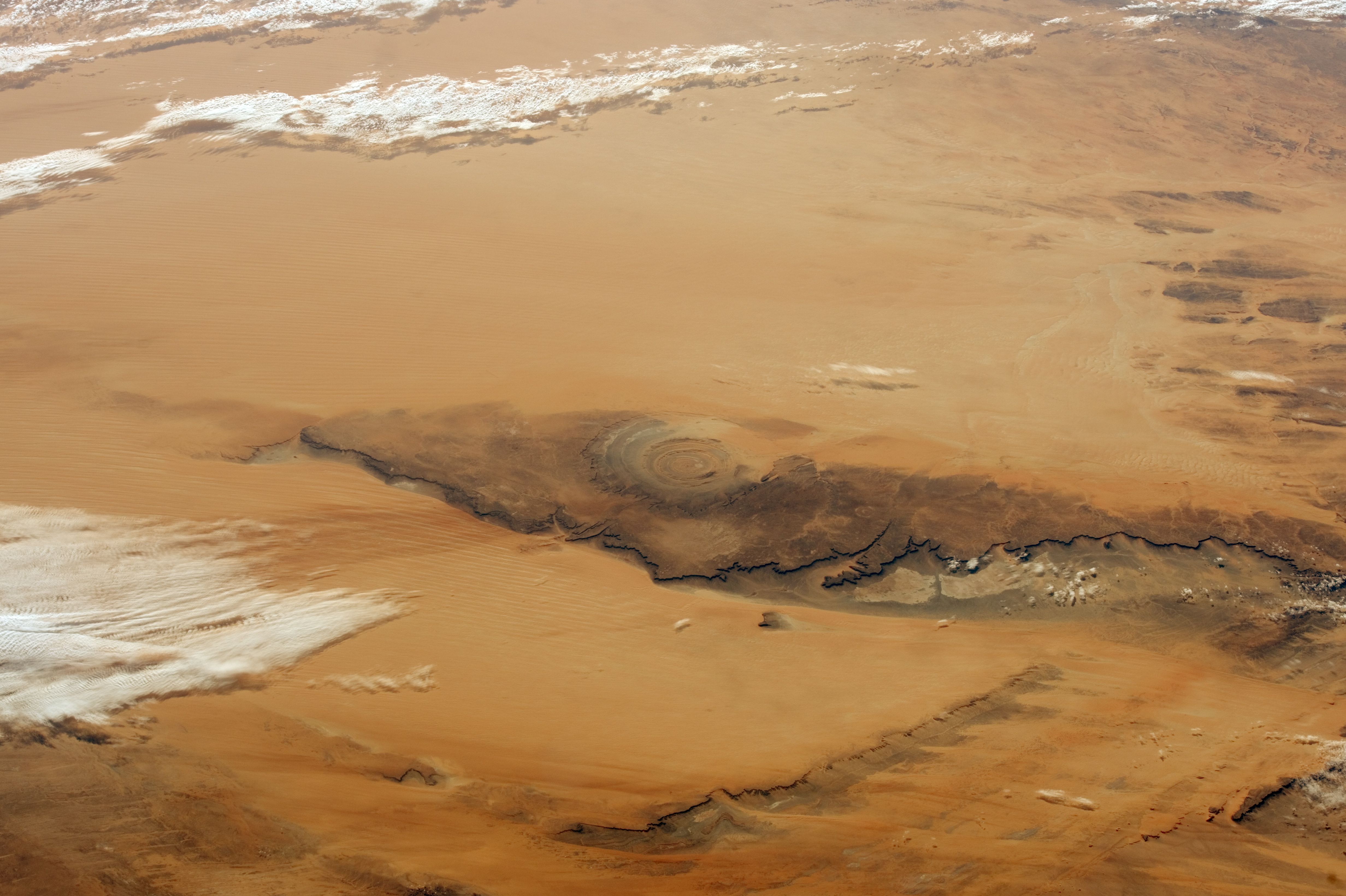
Das Taoudenni-Becken mit der Richat-Struktur, gesehen aus der ISS

Am Westrand des Taoudenni-Beckens befinden sich zwei enigmatische Ringstrukturen, die große Richat-Struktur und der Aouelloul-Krater, deren letztlicher Ursprung nach wie vor noch nicht mit letzter Sicherheit geklärt ist. Die Richat-Struktur ist wahrscheinlich endogenen Ursprungs und der Aouelloull-Krater dürfte auf ein Impaktereignis zurückzuführen sein.

## Fossilinhalt
Die Sedimente des Taoudenni-Beckens sind insgesamt gesehen relativ fossilarm. Nennenswert sind Algenmatten und Stromatolithen vor allem in der Atar-Gruppe. Die Stromatolithen mit den Taxa Collenia, Conophyton und Jacutophyton zählen mit zu den am besten erhaltenen des Neoproterozoikums. Silurische Graptolithen des Llandovery sind in der Oued-Chig-Gruppe anzutreffen. Brachiopoden (mit den Gattungen Lingula und Lingulella) finden sich in der Oujeft-Plateaux-Gruppe (Tremadocium), in der Njakane-Abteilli-Gruppe (Hirnantium) und in der El-Aguid-Gruppe (Unter-, Mittel- und Oberdevon). Die Oujeft-Plateaux-Gruppe kann außerdem Skolithosbauten vorweisen. Trilobiten sind ebenfalls in der Nkajane-Abteilli-Gruppe anzutreffen. In der Téniagouri-Gruppe (CO 2) sind Schwämme erhalten. Von großer Bedeutung ist der Erstfund von Fossilien der Ediacara-Fauna in Westafrika, welche in der Cheïkhia-Gruppe des El-Hank entdeckt wurden.

## Vereisungen
Wie bereits angesprochen sind in den Sedimenten der Taoudenni-Gruppe zwei globale Vereisungen durch Tillite dokumentiert – die Marinoische Vereisung am Ende des Cryogeniums und die Hirnantische Vereisung am Ende des Ordoviziums. Das Zentrum der Marinoischen Vereisung dürfte im Anti-Atlas gelegen haben, wohingegen für die Hirnantische Vereisung das Zentrum im Süden des Ahaggars vermutet wird.

## Rohstoffe
Erkundungsbohrungen in den 1980er Jahren fanden Anzeichen für Erdöl in Schichten des Neoproterozoikums, Silurs und Oberdevons.